# مقاطعة تريفيزو
مقاطعة تريفيزو (بالإيطالية: Provincia di Treviso)‏، مقاطعة شمال شرق إيطاليا في إقليم فينيتو، عاصمتها مدينة تريفيزو. المقاطعة مساحتها 2476,68 كيلومتر مربع، ويبلغ مجموع سكانها 823.914. وبها 95 بلدية.
يحدها شمالا مقاطعة بيلونو، وشرقا إقليم فريولي فينيسيا جوليا عند مقاطعة بودينوني، وجنوبا مقاطعة بادوفا ومقاطعة فينيسيا، وغربا مع مقاطعة فيشنزا.

## أهم المدن
| المدينة             | الاسم بالإيطالية    | السكان |
| ------------------- | ------------------- | ------ |
| تريفيزو             | Treviso             | 82,564 |
| كونيليانو           | Conegliano          | 35,628 |
| كاستيلفرانكو فينيتو | Castelfranco Veneto | 32,878 |
| مونتيبيلونا         | Montebelluna        | 29,437 |
| فيتوريو فينيتو      | Vittorio Veneto     | 29,299 |
| موليانو فينيتو      | Mogliano Veneto     | 27,398 |
| باييزي              | Paese               | 20,148 |

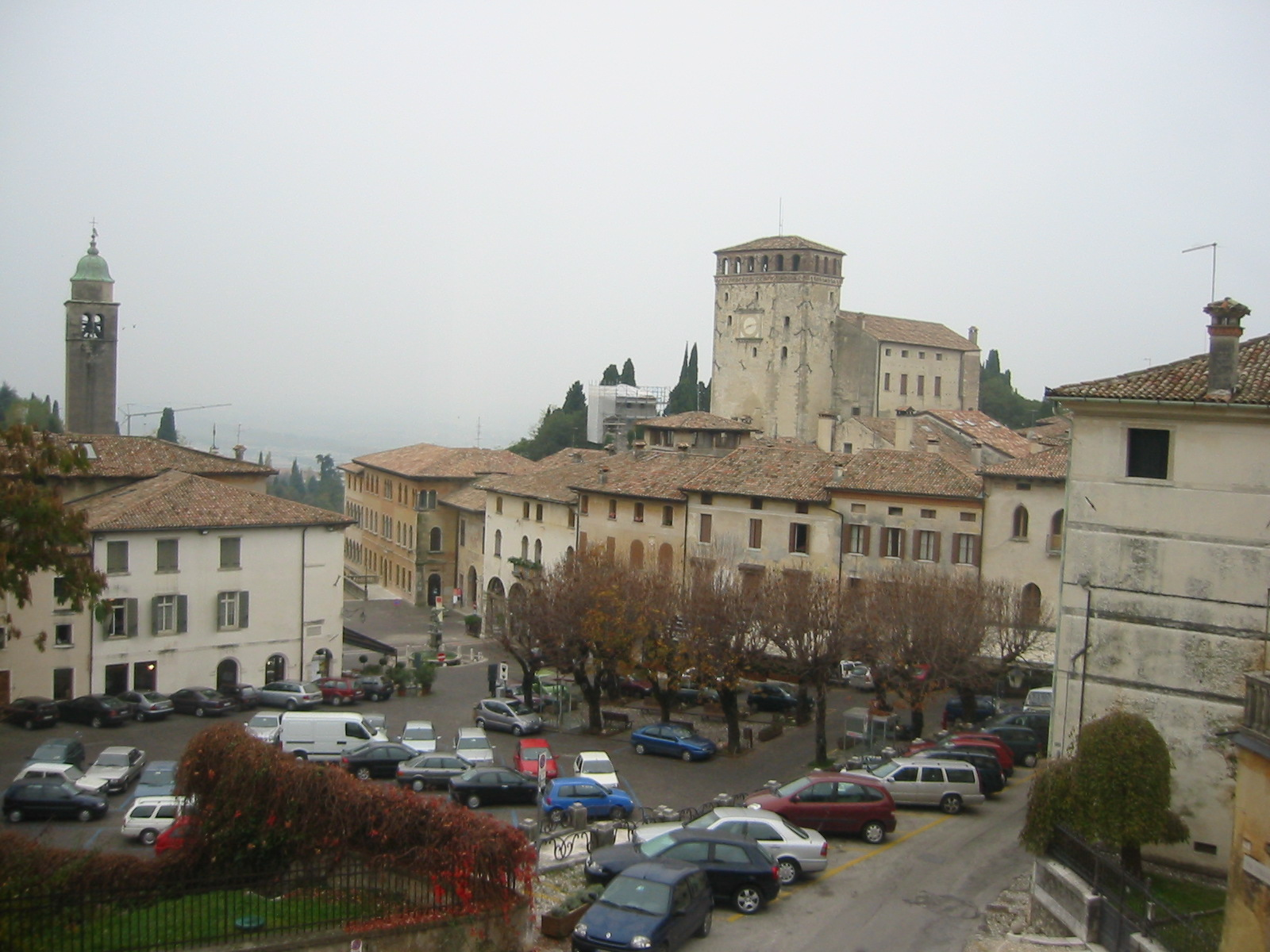
أزولو
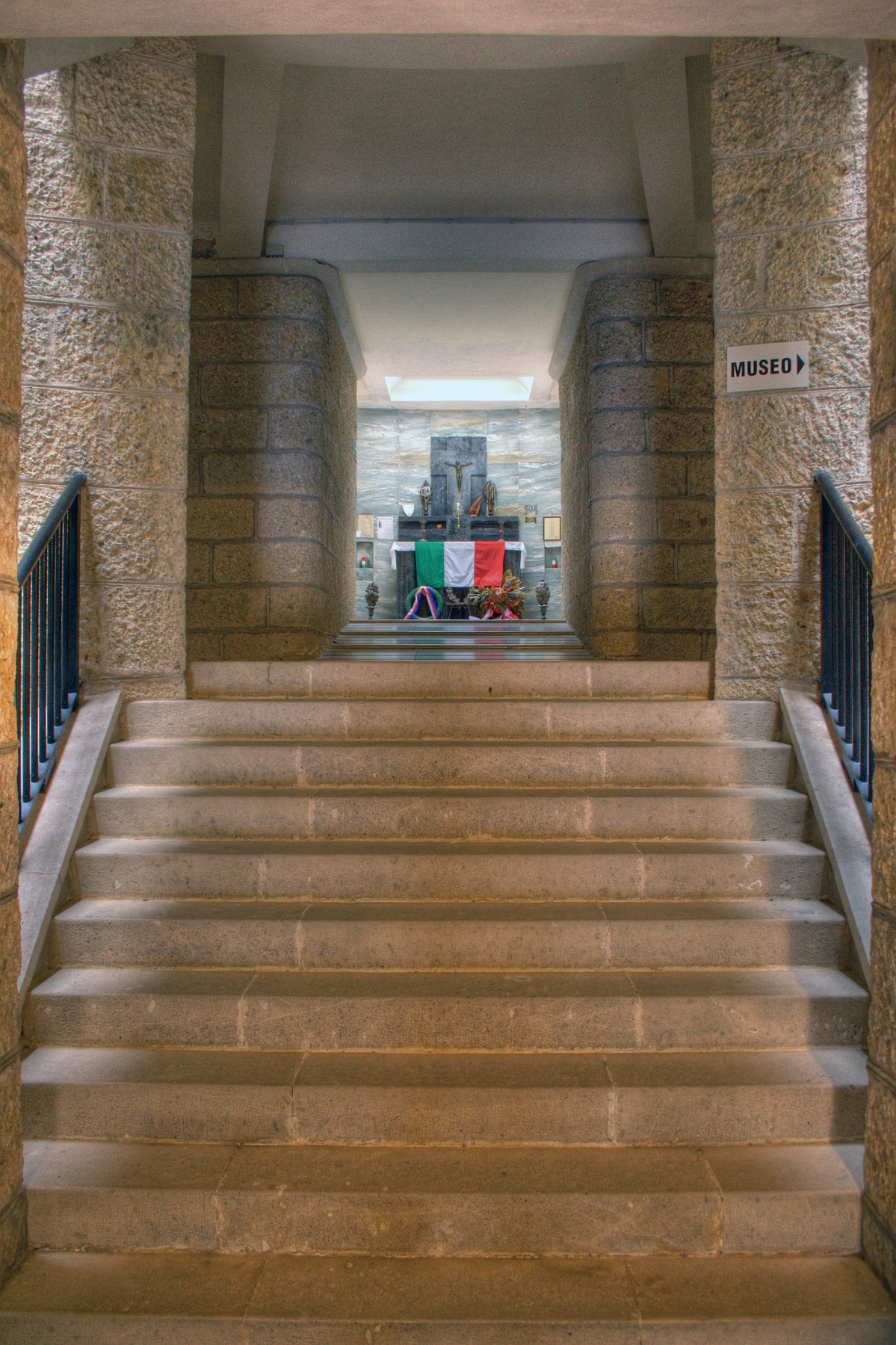
Nervesa della Battaglia, Ossario del Montello
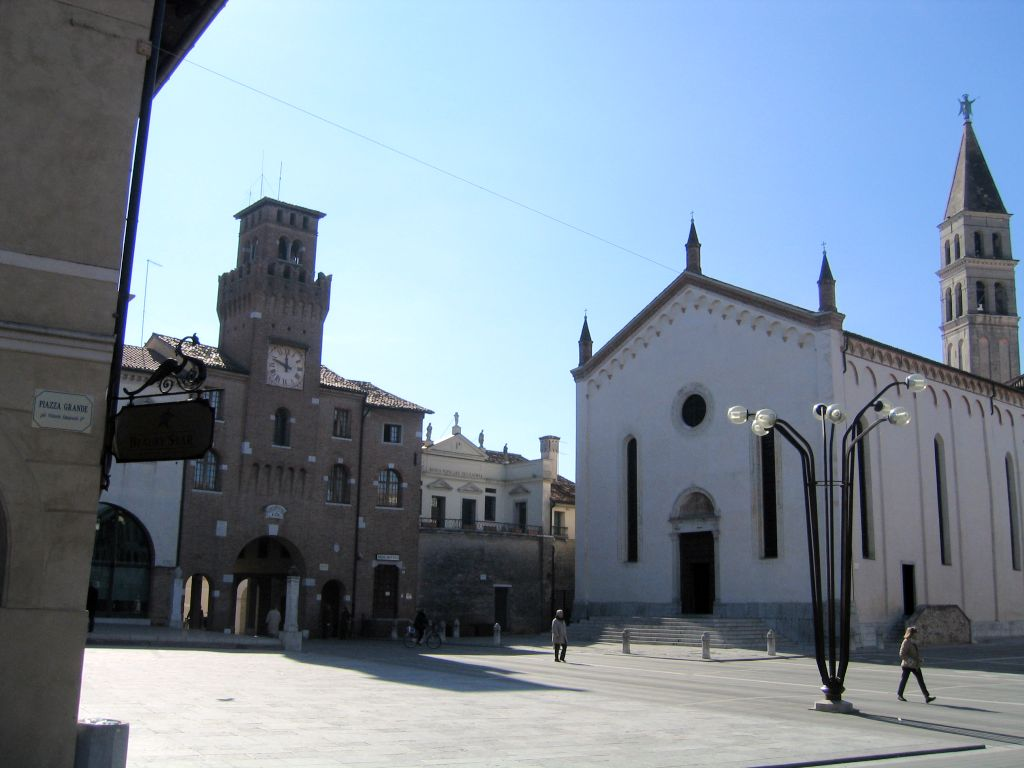
أوديسو بياتسا غراندي
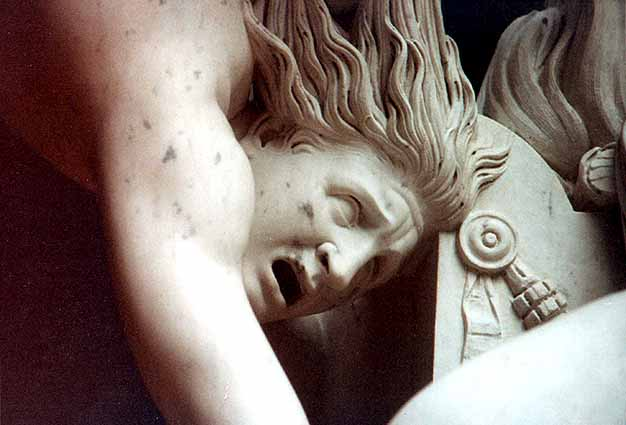
Possagno, Ercole e Lica di أنطونيو كانوفا
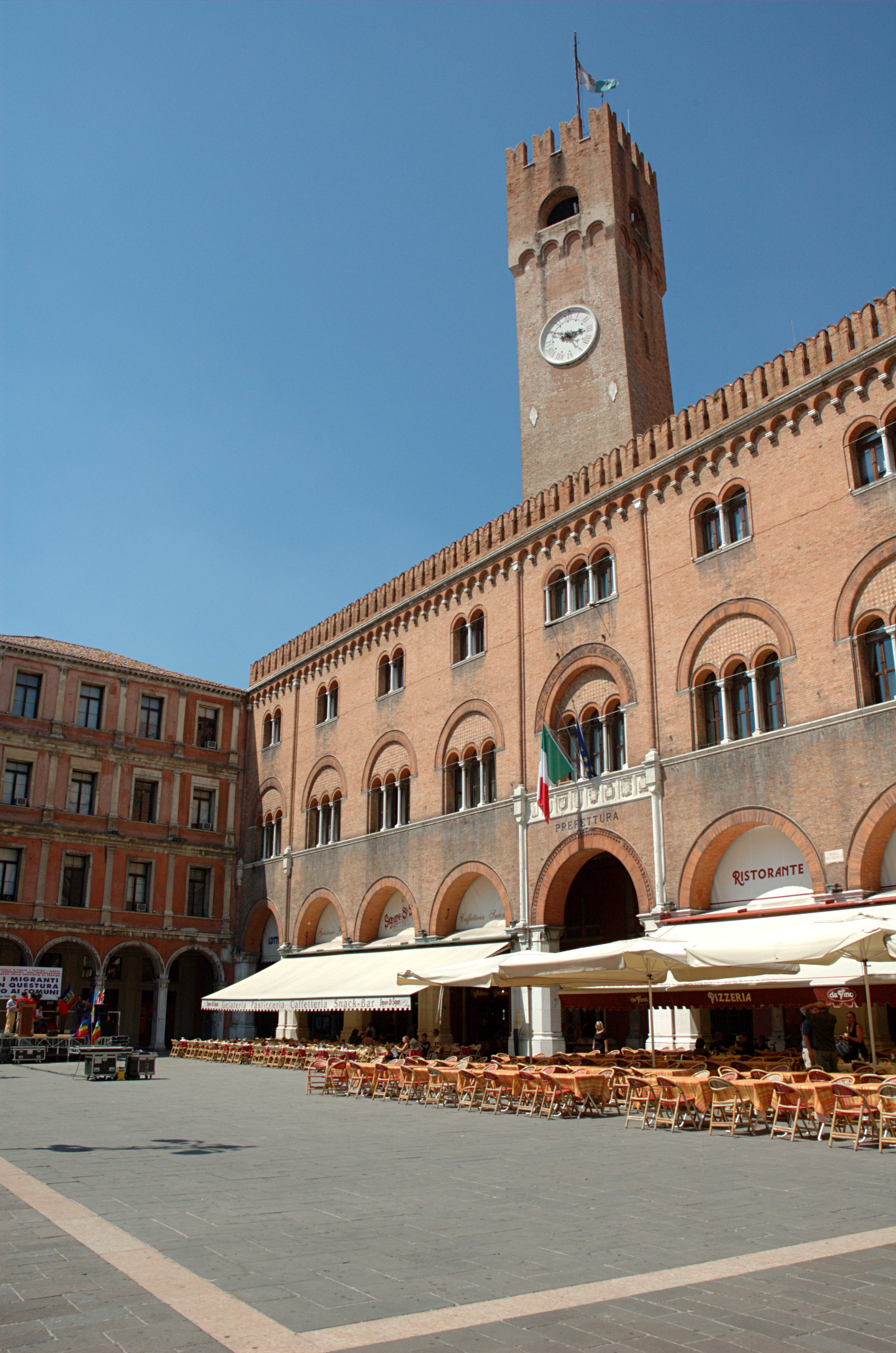
Treviso, Piazza dei Signori